# 중장통
중장 통(仲長統, 180년 ~ 220년)은 중국 후한 말의 정치가로, 자는 공리(公理)이며 연주 산양군 고평현(高平縣) 사람이다.

## 생애
젊을 때부터 학문을 좋아하였으며, 책을 많이 읽었고 기억력과 글 쓰는 능력이 뛰어났다. 20세가 지나고 청주·서주·병주·기주 등을 돌아다니며 학문을 익혔고, 상당에서 만난 상림·무습 등은 중장통을 높이 평가하였다. 특히 무습은 그가 전한의 가의·동중서·유향·양웅의 뒤를 이을 재능을 가졌다며 극찬하였다.
병주자사 고간은 각지의 선비들을 초빙하였으며, 그를 따르는 자가 많았다. 중장통 또한 고간을 찾아갔고, 고간이 세간의 일을 물으니 이렇게 답하였다.
| “ | 당신은 큰 뜻을 품고는 있으나 큰 재능은 갖고 있지 않고, 선비를 좋아하나 사람을 고를 줄은 모릅니다. 이를 심히 경계하여야 합니다. | ” |

자존심이 강했던 고간은 그의 말을 듣지 않았고, 중장통은 고간의 곁을 떠났다. 훗날 고간은 반란을 일으켰으나 패하여 죽었고, 때문에 병주·청주에서 명성을 떨치게 되었다.
중장통은 세상 일에 신경을 쓰지 않는 성격이었으며, 직언을 서슴지 않았고 옳지 못한 일을 보고도 모르는 척 하기도 하고 나서기도 하였기 때문에 주위에서는 그를 '미친 선비'(狂生)이라고 부르며 멸시하는 사람도 있었다. 주나 군에서 초청을 하여도 병을 핑계로 응하지 않았다.
상서령 순욱이 그의 재능을 높이 평가하여 상서랑(尙書郞)에 천거하였으며, 그 후 참승상군사(參丞相軍事)가 되어 조조를 섬겼다.
중장통은 옛날과 지금의 일을 비교하며 항상 분개하고 탄식하였고, 때문에 《창언》(昌言)을 지었다.
연강 원년(220년), 41세의 나이로 숨을 거두었다.

## 주요 저작
- 《창언(昌言)》

## 전기 자료
- 《후한서》 권49, 〈열전〉39, 중장통